# Cratere Driscoll
Driscoll  è un cratere sulla superficie di Mercurio.